# Ленточник камилла
Ленточник камилла, или ленточник малый, или камилла (лат. Limenitis camilla) — дневная бабочка из семейства Nymphalidae. Название происходит от Камиллы - в греческой мифологии - амазонка, погибшая в битве рутулов с Энеем.

## Описание
Длина переднего крыла 23—31 мм, размах крыльев 45—60 мм. Крылья чёрно-серого цвета, у самцов с небольшим синеватым отливом ближе к их корням, с белой прерывистой перевязью и мелкими бурыми пятнами по нижней стороне заднего крыла и на вершине переднего. Нижняя сторона крыльев пестрая, оранжево-коричневая с белой перевязью.
- Limenitis camilla
- Limenitis camilla △

## Распространение
Европа, Кавказ, страны Закавказья, Турция, Южный Урал, Приамурье, Приморье, северо-восток Китая, Корея, Япония.

## Местообитания
Лесной и лесостепной пояс Восточной Европы. Встречается в различных типах мелколиственных, широколиственных и смешанных лесов, преимущественно по берегам рек и водоёмов, под пологом леса, где имеются разреженные места или небольшие поляны, а также на лесных опушках, в редколесьях. Обитают преимущественно локально, предпочитая не покидать пределы своих мест обитания, к дальним миграциям не склонны. В горы обычно поднимается не выше 1500 метров.

## Время лёта
Развивается в двух поколениях. На севере ареала только одно поколение. Лёт первого поколения в июне — июле, второго поколения — во второй половине августа — до 1-2 декады сентября. Самцы образуют скопления по берегам луж, водоёмов, на цветах зонтичных, помете, гнилых фруктах. Самки ведут скрытый образ жизни, держатся преимущественно возле верхушек деревьев, спускаясь к земле крайне редко.

## Размножение
Самки откладывают по 1 яйцу на верхнюю поверхность листьев растений, Стадия гусеницы длится лето, и с осени по май, с зимовкой на втором - третьем возрасте. Гусеницы кормятся на: жимолость татарская (Lonicera tatarica), жимолость обыкновенная (Lonicera xylosteum). Окукливаются на листьях или ветвях. Стадия куколки длится 8 -14 дней.

## Похожие виды в Европе
- Ленточник голубоватый - Limenitis reducta (Staudinger, 1901)
- Пеструшка Сапфо - Neptis sappho (Pallas, 1771)
- Пеструшка таволговая - Neptis rivularis (Scopoli, 1763)

## Замечания по охране
Ленточник малый занесён в Красную книгу Латвии - 4 категория.